# Grand Prix automobile de Monaco 1965
GP précédent GP suivant
Le Grand Prix de Monaco 1965 (XXIIIe Grand Prix de Monaco), disputé sur le circuit de Monaco le 30 mai 1965, est la cent-trente-troisième épreuve du championnat du monde de Formule 1 courue depuis 1950 et la deuxième manche du championnat 1965.

## Contexte avant la course

### Le championnat du monde

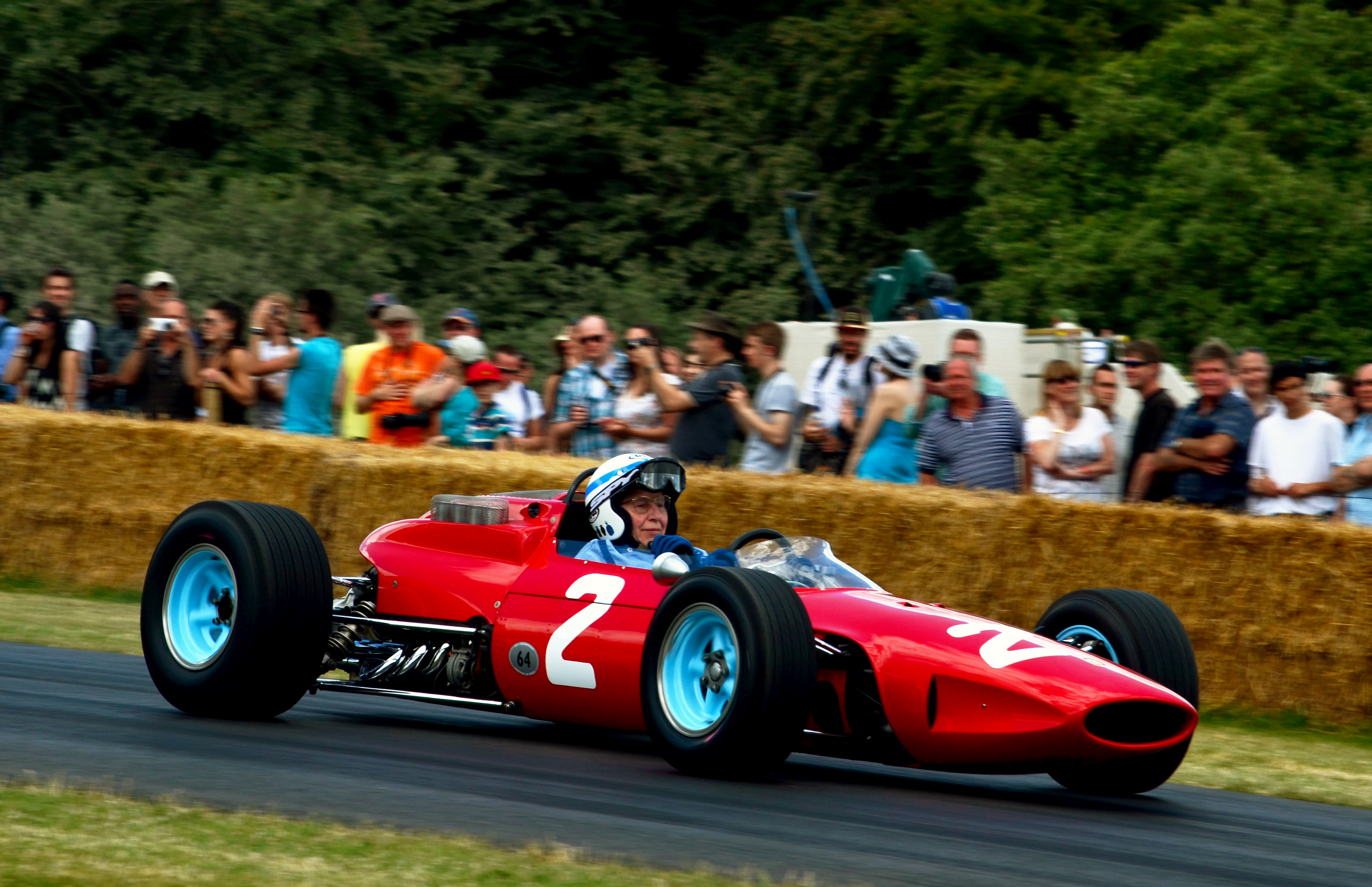
John Surtees et la Ferrari 158 (ici lors d'une manifestation historique), la combinaison gagnante du championnat du monde 1964.

Depuis 1961, la Formule 1 suit la réglementation 1 500 cm3 (dérivée de l'ancienne Formule 2 de la période 1957 à 1960). Initialement prévue pour une période de trois ans, la formule a été prolongée de deux années supplémentaires par la Commission sportive internationale, garantissant la stabilité technique jusqu'à fin 1965, alors que la saison 1966 inaugurera la Formule 1 «3 litres». La réglementation s'appuie sur les points suivants :
- interdiction des moteurs suralimentés
- cylindrée minimale : 1 300 cm3
- cylindrée maximale : 1 500 cm3
- poids minimal : 450 kg (à sec)
- double circuit de freinage obligatoire
- arceau de sécurité obligatoire (le haut du cerceau devant dépasser le casque du pilote)
- démarreur de bord obligatoire
- carburant commercial
- ravitaillement en huile interdit durant la course

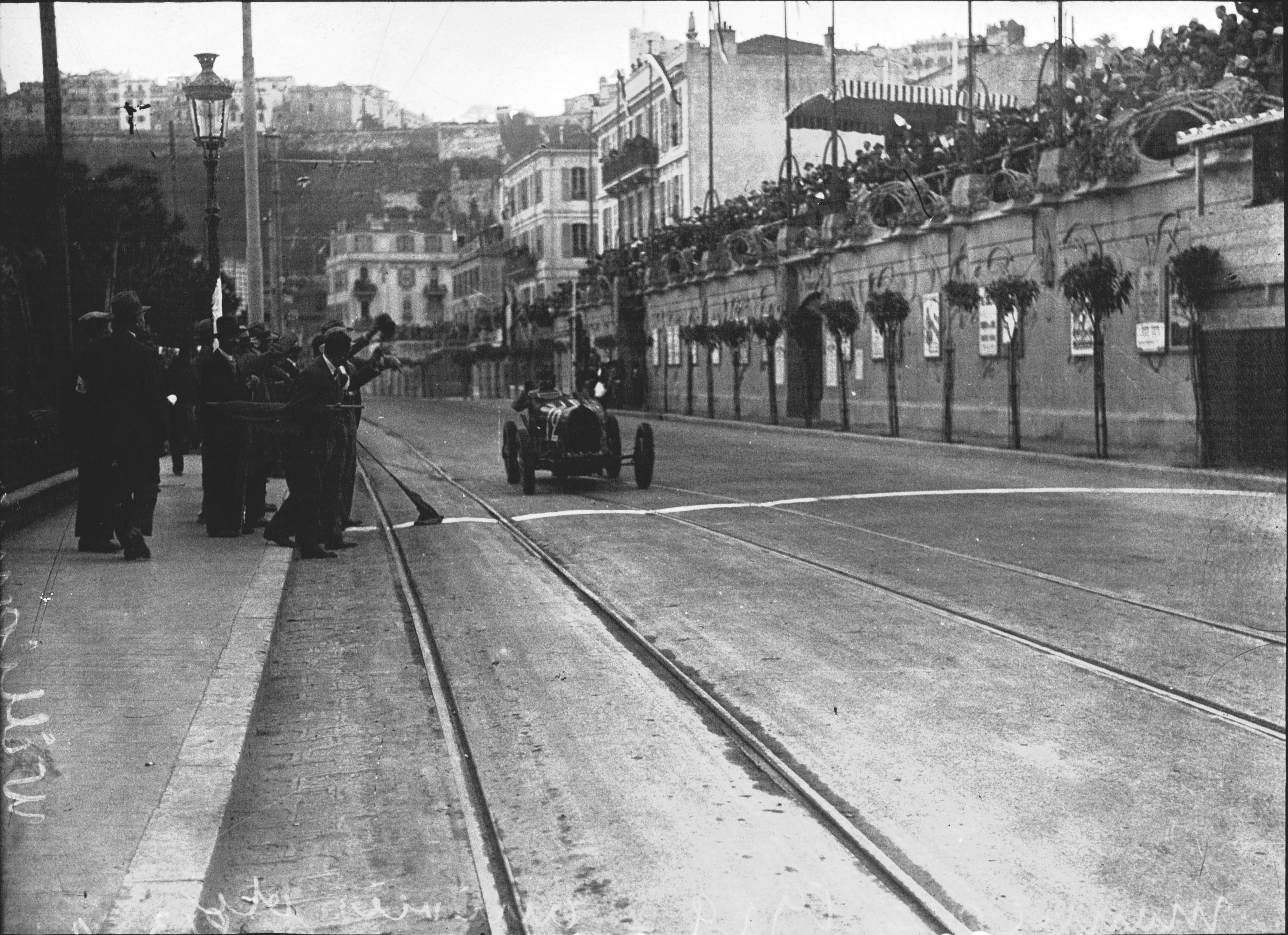
La Bugatti de Williams franchissant victorieusement la ligne d'arrivée lors de la première édition du Grand Prix de Monaco.

Ayant été dépossédé de son titre mondial in extremis lors de la dernière épreuve du championnat 1964, Jim Clark et sa Lotus ont pris une éclatante revanche en dominant d'un bout à l'autre le Grand Prix d'Afrique du Sud 1965, s'imposant devant la Scuderia Ferrari de John Surtees, nouveau tenant du titre. Ayant également remporté, hors championnat, le Grand Prix de Syracuse et le Sunday Mirror Trophy (sur le circuit de Goodwood), le pilote écossais a marqué le début de la nouvelle saison de son empreinte mais, étant retenu aux 500 miles d'Indianapolis 1965, ne pourra cependant défendre ses chances à Monaco, un forfait dont ses principaux rivaux, Surtees et Graham Hill, risquent bien de profiter. Déjà très actif en endurance et en championnat national USAC, le manufacturier américain Goodyear s'implique également en F1 depuis le début de cette saison, ayant mis fin à six années de quasi-monopole de la firme britannique Dunlop dans cette discipline.

### Le circuit
C'est en 1929 qu'à l'initiative d'Antony Noghès fut organisé le premier Grand Prix de Monaco, sur un circuit empruntant les rues de la Principauté. Développant un peu plus de trois kilomètres, le tracé, très sinueux, est pratiquement inchangé depuis cette première édition remportée par la Bugatti du Franco-Britannique Williams. La piste très étroite, comportant très peu de zones de dégagement, exige une concentration absolue, la plupart des erreurs de pilotage étant rédhibitoires. Le record officiel est détenu par Graham Hill, auteur sur sa BRM d'un tour à 120,6 km/h de moyenne lors du Grand Prix de 1964, le champion britannique ayant alors signé sa deuxième victoire consécutive dans cette épreuve.

## Monoplaces en lice
- Ferrari 158 & 1512 "Usine"

La Scuderia Ferrari a préparé trois voitures, John Surtees ayant à sa disposition deux 158 (à moteur V8) tandis que Lorenzo Bandini s'aligne sur une 1512, avec moteur douze cylindres à plat (dont un seul exemplaire a été pour l'instant construit). Hormis le nombre de cylindres, les deux modèles sont pratiquement identiques : structure monocoque, freins à disques Dunlop («inboard» à l'arrière), boîte de vitesses longitudinale à cinq rapports. Alimenté par un système d'injection indirecte Lucas, le douze cylindres développe 220 chevaux à 11500 tr/min contre 210 chevaux à 11000 tr/min pour le V8, à injection directe Bosch. Plus longue de 2 cm, la 1512 est également un peu plus lourde que la 158, les deux modèles pesant respectivement 475 kg et 468 kg à vide.
- BRM P261 "Usine"

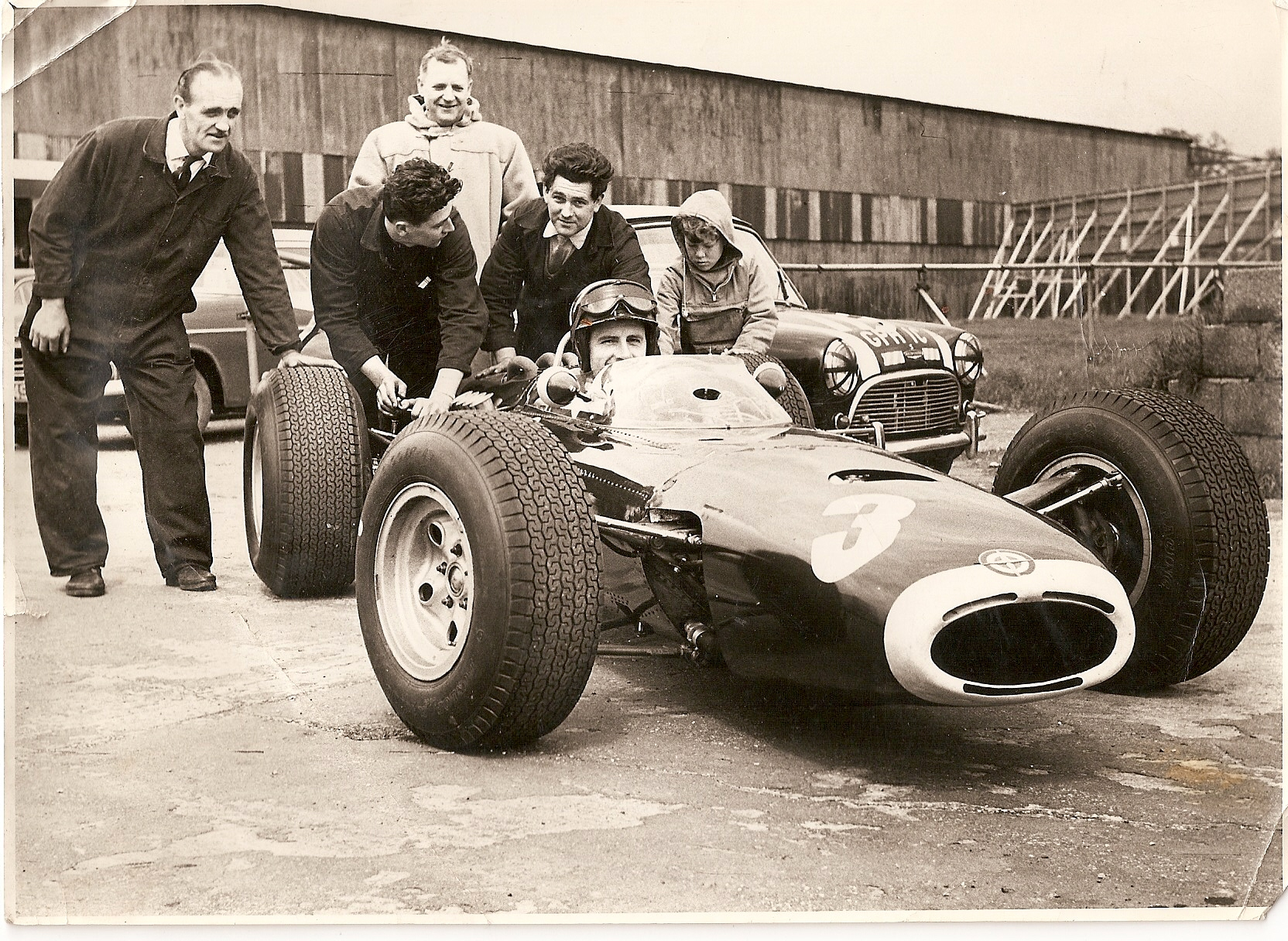
Graham Hill au volant de sa BRM P261, avant une séance d'essais privés.

Le constructeur de Bourne aligne trois P261 à moteur V8 : deux pour Graham Hill (qui bénéficie d'un mulet) et une pour Jackie Stewart, récent vainqueur de l'International Trophy à Silverstone. Ces monoplaces à structure monocoque et boîte de vitesses à six rapports pèsent 450 kg à vide. Alimenté par un système d'injection indirecte Lucas, leur moteur développe 210 chevaux à 11000 tr/min. Les trois monoplaces sont dotées de la dernière version du V8, avec collecteur d'échappement placé au centre du vé, plus souple à l'usage que l'ancienne version à échappements latéraux.
- Lotus 25 & 33 "Usine"

En l'absence de Jim Clark retenu aux États-Unis, Colin Chapman a fait appel, comme il l'avait fait deux semaines plus tôt à l'occasion de l'International Trophy, à Pedro Rodríguez pour épauler Mike Spence. Ce dernier dispose de la Lotus 33 qui lui a valu sa première victoire en F1 deux mois plus tôt, lors de la Course des champions à Brands Hatch, hors championnat. Rodríguez se voit quant à lui à nouveau confier la 25 qu'il avait menée à la quatrième place à Silverstone. Les deux modèles sont en fait presque identiques, la 33 étant étroitement dérivée de la 25 (première F1 à structure monocoque), d'autant que l'équipe a fait bénéficier l'ancien modèle de toutes les évolutions techniques. Pesant 455 kg à vide, les deux monoplaces sont équipées d'un moteur V8 Coventry Climax FWMV à injection délivrant 205 chevaux à 9600 tr/min et d'une boîte de vitesses ZF à cinq rapports.
- Lotus privées

Le Reg Parnell Racing a amené ses trois Lotus 25 à moteur V8 BRM (d'une puissance d'environ 200 chevaux) et boîte cinq vitesses Hewland. Deux seront aux mains de Richard Attwood et Mike Hailwood alors que la troisième, initialement prévue pour Tony Maggs, servira de mulet. Paul Hawkins est au volant de l'ancienne voiture de réserve de l'équipe Lotus (une 33 à moteur V8 Climax rachetée en début d'année par l'ancien pilote amateur Dickie Stoop et portant les couleurs de DW Racing Enterprises), avec laquelle il a déjà disputé trois courses hors championnat.
- Brabham BT7 & BT11 "Usine"

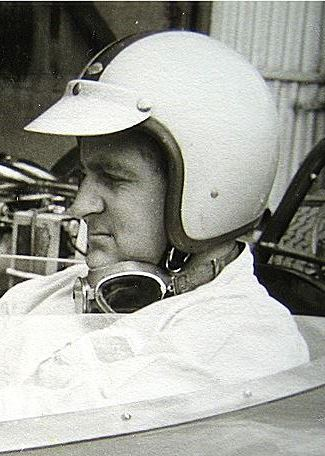
Première participation en championnat du monde F1 pour Denny Hulme, qui remplace Dan Gurney au volant de la seconde Brabham.

Jack Brabham utilise pour la première fois sur sa BT11 à châssis multitubulaire la toute dernière version du moteur V8 Coventry Climax FWMV, à 32 soupapes (4 par cylindre), avec entraînement par pignons des arbres à cames (ceux-ci étaient entraînés par chaîne sur la précédente version à 16 soupapes). Toujours alimenté par un système d'injection indirecte Lucas, le V8 32 soupapes délivre 213 chevaux à 10500 tr/min. Secondant régulièrement Brabham dans les courses de Formule 2, Denny Hulme remplace Dan Gurney (retenu, tout comme Clark, à Indianapolis) et pilotera la BT7 (à moteur Climax 16 soupapes) utilisée par l'Américain au cours de la saison précédente. Hulme l'avait déjà remplacé deux semaines auparavant lors de l'International Trophy au volant d'une BT11, renonçant en tout début de course à cause d'un problème moteur. Timide évolution de la BT7, la BT11 en diffère par ses panneaux latéraux (en fibre de verre) et son capot arrière affiné ; elle pèse 460 kg à vide, 10 kg de moins que sa devancière. Les deux voitures sont dotées d'une boîte de vitesses Hewland à cinq rapports et sont chaussées de pneus Goodyear, le manufacturier américain ayant fait une offre de dix mille livres sterling pour son partenariat avec le pilote-constructeur australien sur la saison 1965.
- Brabham privées

Rob Walker aligne son équipe de pilotes habituelle, Joakim Bonnier au volant d'une Brabham BT7 à moteur V8 Climax et Joseph Siffert sur une BT11 à moteur V8 BRM, les deux monoplaces utilisant une boîte six vitesses Colotti. Siffert est à peine remis de son accident survenu lors du Sunday Mirror Trophy, sur le circuit de Goodwood, le mois précédent, et le châssis de sa voiture a dû être entièrement reconditionné. Sur sa BT11 personnelle, Bob Anderson (qui court sous les couleurs de DW Racing Enterprises) a remplacé son ancien V8 Climax à carburateurs par une version à injection, accouplée à une boîte cinq Hewland. Engagé par l'entrepreneur britannique John Willment, Frank Gardner dispose d'une BT11 à moteur V8 BRM.
- Cooper T77 "Usine"

L'équipe Cooper a engagé deux T77 à moteur V8 Climax pour Bruce McLaren et Jochen Rindt. Dérivées de la T73 de l'année précédente, les T77 ont une structure multitubulaire. Leur boîte de vitesses à six rapports a été conçue et réalisée en interne. Elles pèsent environ 460 kg à vide.
- Honda RA272 "Usine"

Honda effectue sa rentrée avec trois nouvelles RA272. Le constructeur japonais a fait appel à Richie Ginther, particulièrement réputé pour ses talents de metteur au point, pour épauler Ronnie Bucknum, désormais deuxième pilote, la troisième voiture servant de mulet. Très proches des précédentes RA271, les RA272 ont une structure monocoque en feuilles d'aluminium pliées. Leur moteur V12 à quatre soupapes par cylindres, alimenté par un système d'injection intégré dans les tubulures, est disposé en position transversale arrière, juste derrière le cockpit. Il est accouplé à une boîte de vitesses ZF à six rapports et développe 230 chevaux à 12000 tr/min. Le principal changement par rapport à la saison précédente concerne la suspension arrière, ressorts et amortisseurs étant maintenant montés à l'extérieur de la carrosserie. Tout comme les Brabham officielles et celle de Frank Gardner, les Honda sont chaussées de pneus GoodYear.

## Coureurs inscrits
| no  | Pilote                     | Écurie                      | Constructeur | Modèle       | N° châssis | Moteur                        | Pneumatiques |
| --- | -------------------------- | --------------------------- | ------------ | ------------ | ---------- | ----------------------------- | ------------ |
| 1   | Jack Brabham               | Brabham Racing Organisation | Brabham      | Brabham BT11 | F1-1-64    | Coventry Climax FWMV MkIV V8  | G            |
| 2   | Denny Hulme                | Brabham Racing Organisation | Brabham      | Brabham BT7  | F1-1-63    | Coventry Climax FWMV MkIII V8 | G            |
| 3   | Graham Hill                | Owen Racing Organisation    | BRM          | BRM P261     | 2616       | BRM P60 V8                    | D            |
| 3T  | Graham Hill                | Owen Racing Organisation    | BRM          | BRM P261     | 2615       | BRM P60 V8                    | D            |
| 4   | Jackie Stewart             | Owen Racing Organisation    | BRM          | BRM P261     | 2617       | BRM P60 V8                    | D            |
| 5   | Mike Spence                | Team Lotus                  | Lotus        | Lotus 33     | 33 R9      | Coventry Climax FWMV MkIII V8 | D            |
| 6   | Pedro Rodríguez            | Team Lotus                  | Lotus        | Lotus 25C    | 25 R6      | Coventry Climax FWMV MkIII V8 | D            |
| 7   | Bruce McLaren              | Cooper Car Company          | Cooper       | Cooper T77   | F1-2-65    | Coventry Climax FWMV MkIII V8 | D            |
| 8   | Jochen Rindt               | Cooper Car Company          | Cooper       | Cooper T77   | F1-1-65    | Coventry Climax FWMV MkIII V8 | D            |
| 9   | Bob Anderson               | DW Racing Enterprises       | Brabham      | Brabham BT11 | F1-5-64    | Coventry Climax FWMV MkII V8  | D            |
| 10  | Paul Hawkins               | DW Racing Enterprises       | Lotus        | Lotus 33     | 33 R8      | Coventry Climax FWMV MkIII V8 | D            |
| 11  | Frank Gardner              | John Willment Automobiles   | Brabham      | Brabham BT11 | F1-4-64    | BRM P56 V8                    | G            |
| 12  | Joakim Bonnier             | Rob Walker Racing Team      | Brabham      | Brabham BT7  | F1-2-63    | Coventry Climax FWMV MkII V8  | D            |
| 14  | Joseph Siffert             | Rob Walker Racing Team      | Brabham      | Brabham BT11 | F1-6-64    | BRM P56 V8                    | D            |
| 15  | Richard Attwood            | Reg Parnell Racing          | Lotus        | Lotus 25C    | 25 R3      | BRM P56 V8                    | D            |
| 15T | Tony Maggs Richard Attwood | Reg Parnell Racing          | Lotus        | Lotus 25C    | 25 R4      | BRM P56 V8                    | D            |
| 16  | Mike Hailwood              | Reg Parnell Racing          | Lotus        | Lotus 25C    | 25 R7      | BRM P56 V8                    | D            |
| 17  | Lorenzo Bandini            | SpA Ferrari SEFAC           | Ferrari      | Ferrari 1512 | 1512/0007  | Ferrari 207 F12               | D            |
| 18  | John Surtees               | SpA Ferrari SEFAC           | Ferrari      | Ferrari 158  | 158/0006   | Ferrari 205B V8               | D            |
| 18T | John Surtees               | SpA Ferrari SEFAC           | Ferrari      | Ferrari 158  | 158/0005   | Ferrari 205B V8               | D            |
| 19  | Ronnie Bucknum             | Honda R&D Company           | Honda        | Honda RA272  | 272-2      | Honda RA272E V12              | G            |
| 20  | Richie Ginther             | Honda R&D Company           | Honda        | Honda RA272  | 272-3      | Honda RA272E V12              | G            |
| 20T | Richie Ginther             | Honda R&D Company           | Honda        | Honda RA272  | 272-1      | Honda RA272E V12              | G            |

## Qualifications
Trois séances qualificatives sont prévues, les jeudi, vendredi et samedi précédant la course. Les organisateurs ont garanti une place au départ pour les pilotes d'usine en fonction de leur classement au championnat 1964. La liste des concurrents qualifiés d'office étant la suivante :
- John Surtees et Lorenzo Bandini (Scuderia Ferrari)
- Graham Hill (BRM
- Richie Ginther (Honda)
- Bruce McLaren (Cooper)
- Jack Brabham (Brabham Racing Organisation)
- Mike Spence (Team Lotus)

Colin Chapman a tenté de négocier auprès des organisateurs une place garantie pour son deuxième pilote Pedro Rodríguez (remplaçant Jim Clark, retenu à Indianapolis, au sein de l'équipe Lotus), mais ces derniers ont refusé car le pilote mexicain n'avait marqué qu'un seul point au championnat du monde 1964. Furieux, le constructeur britannique a retiré ses voitures, le nombre de concurrents se trouvant ainsi réduit à dix-sept. Seize places étant disponibles sur la grille de départ, un seul des pilotes non qualifiés d'office sera éliminé à l'issue des trois séances d'essais.

### Première séance - jeudi 27 mai (après-midi)
La séance du jeudi après-midi va se commencer sous un ciel très couvert. Alors que seulement quelques pilotes se sont élancés, la pluie s'abat sur le circuit. La piste est rapidement détrempée. Parti parmi les premiers au volant de sa BRM, Graham Hill a pu effectuer un tour à 116,6 km/h de moyenne avant que la piste ne devienne particulièrement glissante, devançant de quatre dixièmes de seconde la Ferrari de Lorenzo Bandini, à plus de trois secondes du record établi par le pilote britannique l'année précédente.
| Pos. | Pilote          | Écurie         | Temps        | Écart    |
| ---- | --------------- | -------------- | ------------ | -------- |
| 1    | Graham Hill     | BRM            | 1 min 37 s 1 |          |
| 2    | Lorenzo Bandini | Ferrari        | 1 min 37 s 5 | + 0 s 4  |
| 3    | Bruce McLaren   | Cooper-Climax  | 1 min 38 s 1 | + 1 s 0  |
| 4    | Jackie Stewart  | BRM            | 1 min 40 s 2 | + 3 s 1  |
| 5    | Richard Attwood | Lotus-BRM      | 1 min 40 s 7 | + 3 s 6  |
| 6    | Bob Anderson    | Brabham-Climax | 1 min 40 s 8 | + 3 s 7  |
| 7    | Joseph Siffert  | Brabham-BRM    | 1 min 40 s 9 | + 3 s 8  |
| 8    | Joakim Bonnier  | Brabham-Climax | 1 min 42 s 0 | + 4 s 9  |
| 9    | Jochen Rindt    | Cooper-Climax  | 1 min 44 s 2 | + 7 s 4  |
| 10   | Mike Hailwood   | Lotus-BRM      | 1 min 45 s 4 | + 8 s 3  |
| 11   | Denny Hulme     | Brabham-Climax | 1 min 46 s 4 | + 9 s 3  |
| 12   | Paul Hawkins    | Lotus-Climax   | 1 min 47 s 9 | + 10 s 8 |
| 13   | John Surtees    | Ferrari        | 1 min 49 s 3 | + 12 s 2 |
| 14   | Jack Brabham    | Brabham-Climax | 1 min 50 s 2 | + 13 s 1 |
| 15   | Ronnie Bucknum  | Honda          | 1 min 51 s 3 | + 14 s 2 |
| 16   | Frank Gardner   | Brabham-BRM    | 1 min 56 s 9 | + 19 s 8 |

### Deuxième séance - vendredi 28 mai (matin)
La séance matinale du vendredi va se dérouler sous le soleil. La piste est parfaitement sèche et dans ces conditions les BRM se mettent en évidence : Graham Hill établit un premier temps de référence, à 121,6 km/h de moyenne, Jackie Stewart se montrant pratiquement aussi rapide que son chef de file. Au volant de la Ferrari à douze cylindres, Lorenzo Bandini se montre également très à l'aise dans les rues de la principauté, s'approchant à un dixième de seconde du Britannique, alors que son coéquipier John Surtees, pénalisé par le temps de réponse de son moteur V8, est plus lent d'une seconde. Le champion du monde a également testé sa monoplace de réserve, qui souffre du même handicap. Manquant de mise au point sur ce circuit, les Honda de Ronnie Bucknum et de Richie Ginther s'avèrent très délicates à maîtriser, le moteur manquant de souplesse et les rapports de boîte étant inadaptés. La session ne durant qu'une heure, les techniciens de l'équipe japonaise manquent de temps pour modifier les réglages et les deux pilotes américains sont relégués aux dernières places, devancés par la Cooper de Jochen Rindt, bien que celui-ci ait été constamment ralenti par un écrou de roue grippé et un manque de puissance de son moteur. En toute fin de séance, Stewart a fait sensation en bouclant un tour à 121,9 km/h de moyenne, devançant Hill de deux dixièmes de seconde. Utilisant le nouveau V8 Climax à 32 soupapes, Jack Brabham s'est parfaitement adapté à l'utilisation des pneus Goodyear, s'intercalant entre les deux Ferrari, à une seconde toutefois de la première BRM.
| Pos. | Pilote          | Écurie         | Temps        | Écart   |
| ---- | --------------- | -------------- | ------------ | ------- |
| 1    | Jackie Stewart  | BRM            | 1 min 32 s 9 |         |
| 2    | Graham Hill     | BRM            | 1 min 33 s 1 | + 0 s 2 |
| 3    | Lorenzo Bandini | Ferrari        | 1 min 33 s 2 | + 0 s 3 |
| 4    | Jack Brabham    | Brabham-Climax | 1 min 33 s 9 | + 1 s 0 |
| 5    | John Surtees    | Ferrari        | 1 min 34 s 0 | + 1 s 1 |
| 6    | Richard Attwood | Lotus-BRM      | 1 min 34 s 5 | + 1 s 6 |
| 7    | Denny Hulme     | Brabham-Climax | 1 min 34 s 8 | + 1 s 9 |
| 8    | Bruce McLaren   | Cooper-Climax  | 1 min 35 s 9 | + 3 s 0 |
| 9    | Joseph Siffert  | Brabham-BRM    | 1 min 36 s 6 | + 3 s 7 |
| 10   | Joakim Bonnier  | Brabham-Climax | 1 min 36 s 7 | + 3 s 8 |
| 11   | Frank Gardner   | Brabham-BRM    | 1 min 37 s 0 | + 4 s 1 |
| 12   | Paul Hawkins    | Lotus-Climax   | 1 min 37 s 0 | + 4 s 1 |
| 13   | Mike Hailwood   | Lotus-BRM      | 1 min 37 s 4 | + 4 s 5 |
| 14   | Bob Anderson    | Brabham-Climax | 1 min 37 s 4 | + 4 s 5 |
| 15   | Jochen Rindt    | Cooper-Climax  | 1 min 37 s 5 | + 4 s 6 |
| 16   | Ronnie Bucknum  | Honda          | 1 min 37 s 8 | + 4 s 9 |
| 17   | Richie Ginther  | Honda          | 1 min 39 s 7 | + 6 s 8 |

### Troisième séance - samedi 29 mai (après-midi)
L'heure d'essais du samedi après-midi va se dérouler sous un ciel particulièrement clément. Durant son tour de lancement, la Brabham de Joakim Bonnier perd tout son lubrifiant à cause du mauvais montage d'un filtre, aussi la piste se trouve-t-elle maculée d'huile durant la première partie de la séance. La trajectoire s'assèche cependant rapidement et la lutte pour la pole position va s'avérer acharnée entre Bandini, Brabham, Stewart et Hill. C'est ce dernier qui aura le dernier mot, avec un tour à 122,4 km/h de moyenne. Malgré une attaque permanente, Brabham échoue à trois dixièmes de seconde du pilote BRM. Les deux anciens champions du monde se partageront la première ligne de la grille de départ, devant Stewart (qui n'a pu réitérer son chrono du vendredi) et Bandini. Cinquième, Surtees est donc devancé par son coéquipier, qui bénéficie d'un moteur plus puissant. Il partira à la corde de la troisième ligne, au côté de la Lotus de Richard Attwood, qui s'est révélé le pilote le plus rapide des équipes privées. Au sein de l'équipe Cooper, on s'est rendu compte trop tard d'un problème d'accélérateur sur la voiture de Rindt, l'empêchant de défendre ses chances. Bien qu'ayant réalisé un meilleur temps que Ginther (constamment aux prises avec des problèmes d'injection lors de cette dernière séance), le jeune espoir autrichien ne pourra prendre le départ car le pilote américain est qualifié d'office et partira en dernière ligne au côté de son coéquipier Bucknum qui, malgré un manque de mise au point de sa monoplace, est parvenu à améliorer sa performance de la veille.

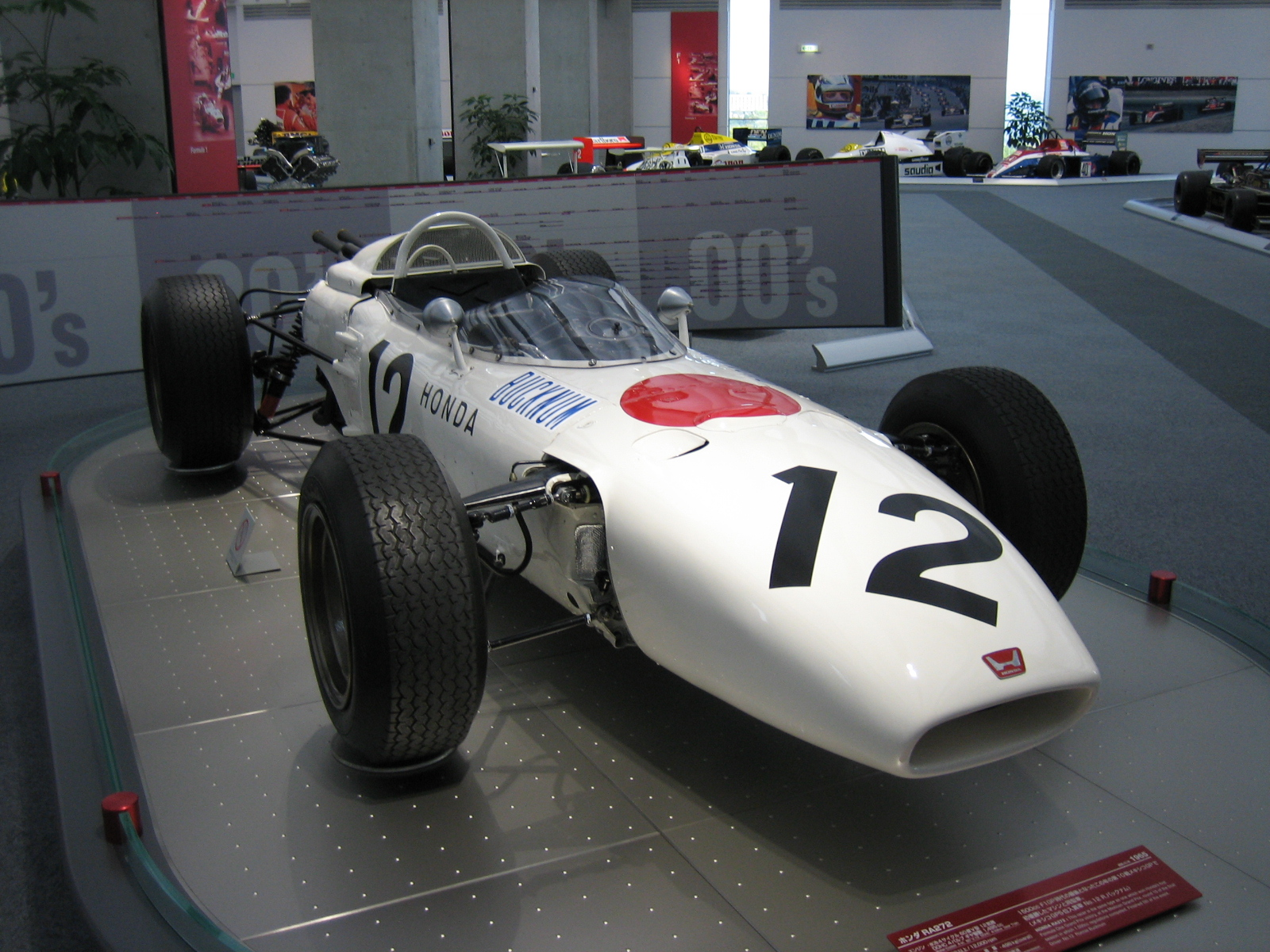
Pour leur première sortie, les Honda RA272 ont été retardées par des problèmes mécaniques. À leur volant, Ronnie Bucknum et Richie Ginther s'élanceront de la dernière ligne de la grille de départ.

| Pos. | Pilote          | Écurie         | Temps        | Écart   |
| ---- | --------------- | -------------- | ------------ | ------- |
| 1    | Graham Hill     | BRM            | 1 min 32 s 5 |         |
| 2    | Jack Brabham    | Brabham-Climax | 1 min 32 s 8 | + 0 s 3 |
| 3    | Lorenzo Bandini | Ferrari        | 1 min 33 s 0 | + 0 s 5 |
| 4    | Jackie Stewart  | BRM            | 1 min 33 s 1 | + 0 s 6 |
| 5    | John Surtees    | Ferrari        | 1 min 33 s 2 | + 0 s 7 |
| 6    | Richard Attwood | Lotus-BRM      | 1 min 33 s 9 | + 1 s 4 |
| 7    | Bruce McLaren   | Cooper-Climax  | 1 min 34 s 3 | + 1 s 8 |
| 8    | Denny Hulme     | Brabham-Climax | 1 min 35 s 3 | + 2 s 8 |
| 9    | Bob Anderson    | Brabham-Climax | 1 min 35 s 5 | + 3 s 0 |
| 10   | Joseph Siffert  | Brabham-BRM    | 1 min 36 s 0 | + 3 s 5 |
| 11   | Frank Gardner   | Brabham-BRM    | 1 min 36 s 2 | + 3 s 7 |
| 12   | Mike Hailwood   | Lotus-BRM      | 1 min 36 s 5 | + 4 s 0 |
| 13   | Ronnie Bucknum  | Honda          | 1 min 37 s 0 | + 4 s 5 |
| 14   | Jochen Rindt    | Cooper-Climax  | 1 min 38 s 0 | + 5 s 5 |
| 15   | Paul Hawkins    | Lotus-Climax   | 1 min 40 s 1 | + 7 s 6 |
| 16   | Richie Ginther  | Honda          | 1 min 40 s 3 | + 7 s 8 |

### Tableau final des qualifications
| Pos. | Pilote          | Écurie         | Temps        | Écart   | Commentaire               |
| ---- | --------------- | -------------- | ------------ | ------- | ------------------------- |
| 1    | Graham Hill     | BRM            | 1 min 32 s 5 |         | temps réalisé le samedi   |
| 2    | Jack Brabham    | Brabham-Climax | 1 min 32 s 8 | + 0 s 3 | temps réalisé le samedi   |
| 3    | Jackie Stewart  | BRM            | 1 min 32 s 9 | + 0 s 4 | temps réalisé le vendredi |
| 4    | Lorenzo Bandini | Ferrari        | 1 min 33 s 0 | + 0 s 5 | temps réalisé le samedi   |
| 5    | John Surtees    | Ferrari        | 1 min 33 s 2 | + 0 s 7 | temps réalisé le samedi   |
| 6    | Richard Attwood | Lotus-BRM      | 1 min 33 s 9 | + 1 s 4 | temps réalisé le samedi   |
| 7    | Bruce McLaren   | Cooper-Climax  | 1 min 34 s 3 | + 1 s 8 | temps réalisé le samedi   |
| 8    | Denny Hulme     | Brabham-Climax | 1 min 34 s 8 | + 2 s 3 | temps réalisé le vendredi |
| 9    | Bob Anderson    | Brabham-Climax | 1 min 35 s 5 | + 3 s 0 | temps réalisé le samedi   |
| 10   | Joseph Siffert  | Brabham-BRM    | 1 min 36 s 0 | + 3 s 5 | temps réalisé le samedi   |
| 11   | Frank Gardner   | Brabham-BRM    | 1 min 36 s 2 | + 3 s 7 | temps réalisé le samedi   |
| 12   | Mike Hailwood   | Lotus-BRM      | 1 min 36 s 5 | + 4 s 0 | temps réalisé le samedi   |
| 13   | Joakim Bonnier  | Brabham-Climax | 1 min 36 s 7 | + 4 s 2 | temps réalisé le vendredi |
| 14   | Paul Hawkins    | Lotus-Climax   | 1 min 37 s 0 | + 4 s 5 | temps réalisé le vendredi |
| 15   | Ronnie Bucknum  | Honda          | 1 min 37 s 0 | + 4 s 5 | temps réalisé le samedi   |
| 16   | Jochen Rindt    | Cooper-Climax  | 1 min 37 s 5 | + 5 s 0 | temps réalisé le vendredi |
| 17   | Richie Ginther  | Honda          | 1 min 39 s 7 | + 7 s 2 | temps réalisé le vendredi |

## Grille de départ
| 1re ligne | Pos. 1                        |                              | Pos. 2                       |                              |
|           | G. Hill BRM 1 min 32 s 5      |                              | Brabham 1 min 32 s 8         |                              |
| 2e ligne  |                               | Pos. 3                       |                              | Pos. 4                       |
|           |                               | Stewart BRM 1 min 32 s 9     |                              | Bandini Ferrari 1 min 33 s 0 |
| 3e ligne  | Pos. 5                        |                              | Pos. 6                       |                              |
|           | Surtees Ferrari 1 min 33 s 2  |                              | Attwood Lotus 1 min 33 s 9   |                              |
| 4e ligne  |                               | Pos. 7                       |                              | Pos. 8                       |
|           |                               | McLaren Cooper 1 min 34 s 3  |                              | Hulme Brabham 1 min 34 s 8   |
| 5e ligne  | Pos. 9                        |                              | Pos. 10                      |                              |
|           | Anderson Brabham 1 min 35 s 5 |                              | Siffert Brabham 1 min 36 s 0 |                              |
| 6e ligne  |                               | Pos. 11                      |                              | Pos. 12                      |
|           |                               | Gardner Brabham 1 min 36 s 2 |                              | Hailwood Lotus 1 min 36 s 5  |
| 7e ligne  | Pos. 13                       |                              | Pos. 14                      |                              |
|           | Bonnier Brabham 1 min 36 s 7  |                              | Hawkins Lotus 1 min 37 s 0   |                              |
| 8e ligne  |                               | Pos. 15                      |                              | Pos. 16                      |
|           |                               | Bucknum Honda 1 min 37 s 0   |                              | Ginther Honda 1 min 39 s 7   |

## Déroulement de la course
Le départ est donné le dimanche après-midi, sous un ciel couvert mais sans menace de pluie. Au volant de sa BRM, Graham Hill exploite parfaitement sa pole position et prend immédiatement le commandement, entraînant la Ferrari de Lorenzo Bandini dans son sillage. Les deux hommes virent en tête à Sainte Dévote, talonnés par Jackie Stewart, sur l'autre BRM, alors que Jack Brabham, assez mal parti depuis la première ligne, est seulement quatrième. Stewart va parvenir à doubler Bandini dans la descente vers le port et les deux BRM repassent devant les stands avec une légère avance sur ce dernier. Surtees (Ferrari), qui vient de doubler Brabham, est deux secondes plus loin. Derrière vient le gros du peloton, emmené par la Cooper de Bruce McLaren. Les deux pilotes BRM vont se détacher progressivement de leurs poursuivants, distançant les Ferrari au rythme d'une seconde au tour. Durant le premier quart de la course, les positions en tête ne vont guère évoluer, seule la lutte pour la sixième place entre McLaren et Richard Attwood (auteur d'une belle prestation sur une Lotus privée) tenant le public éveillé. Cependant, au vingt-cinquième tour, alors que Hill possède deux secondes et demie d'avance sur Stewart et plus de quinze sur les Ferrari, toujours talonnées par Brabham, un incident va complètement bouleverser la physionomie de l'épreuve : alors qu'il va aborder pour la vingt-cinquième fois la chicane du port, Hill se retrouve coincé derrière la Brabham de Bob Anderson qui, sélecteur de vitesses bloqué en première, termine son tour à vitesse réduite pour rejoindre son stand ; malgré l'absence de drapeaux jaunes signalant le danger, le champion britannique parvient à éviter l'accrochage en empruntant l'échappatoire. Il s'immobilise sans dommage mais ne va pas parvenir à sélectionner la marche arrière pour ramener sa monoplace sur la piste ; il va devoir la pousser cinquante mètres avant de la redémarrer et reprendre sa course, perdant près de quarante secondes dans l'aventure. Il a rétrogradé en cinquième position, tandis que son jeune coéquipier caracole en tête, avec près de quinze secondes d'avance sur Bandini, qui précède de quelques longueurs Surtees et Brabham, en pleine bataille. À bonne distance derrière Hill, reparti « le couteau entre les dents », Attwood a réussi à s'emparer de la sixième place et à prendre un peu de champ sur McLaren.

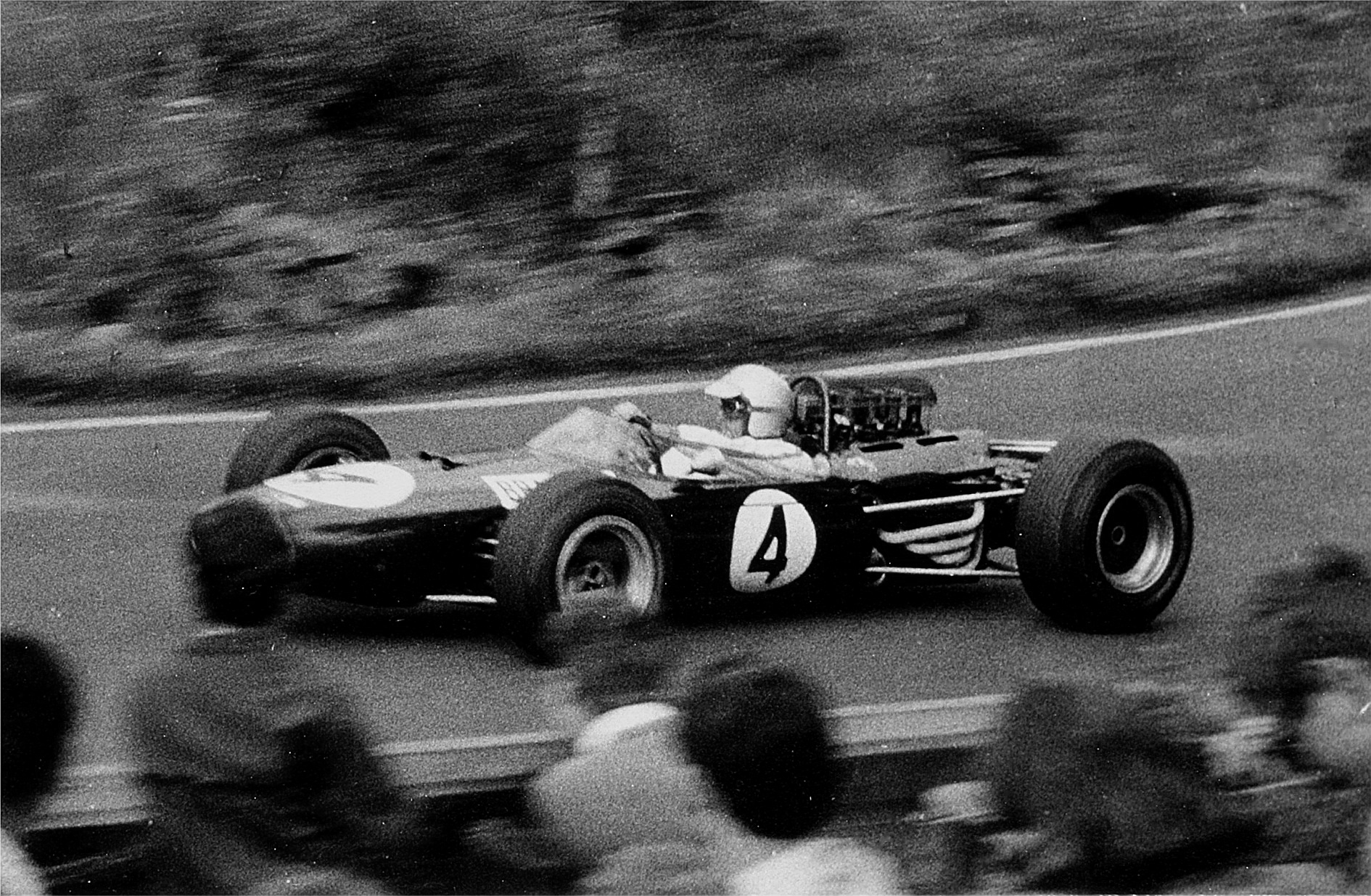
La Brabham BT11 de Jack Brabham au cours de la saison 1965. Le pilote-constructeur fut l'un des principaux animateurs de l'épreuve monégasque.

Brabham a haussé le rythme et déborde bientôt Surtees pour le gain de la troisième place. Stewart continue à creuser l'écart sur Bandini jusqu'au début du trentième tour, au cours duquel il négocie mal la sortie du virage de Sainte-Dévote et effectue un tête-à-queue, escaladant une bordure et endommageant une jante ainsi que sa suspension arrière. L'Écossais reprend la piste mais Bandini, Brabham et Surtees sont passés entre-temps et il se retrouve quatrième quelques longueurs devant Hill. Désormais en tête, Bandini ne compte qu'une seconde d'avance sur Brabham et deux sur Surtees. L'Australien hausse alors la cadence et se rapproche du leader, qu'il finit par déborder au virage de la gare au cours du trente-quatrième tour. Au même moment, Hill, régulièrement le plus rapide en piste, dépasse son coéquipier Stewart pour le gain de la quatrième place. Il ne compte plus que huit secondes de retard sur le trio de tête. Devant, Brabham force l'allure mais ne parvient cependant pas à distancer les deux Ferrari, alors que Hill, qui vient d'établir un nouveau record du tour à plus de 120 km/h de moyenne, continue à se rapprocher. Au quarantième tour, Brabham, qui doit composer avec un tachymètre défectueux et une fuite d'huile, traîne toujours Bandini dans son sillage. Il n'a pu éviter quelques surrégimes et, à la fin du quarante-troisième tour, le nouveau moteur Climax finit par lâcher, le champion australien terminant sa chevauchée en roue libre jusqu'à son stand. Les deux Ferrari se retrouvent en tête, séparées d'une demi-seconde alors que Hill, troisième, n'est plus qu'à quatre secondes de Surtees, alors qu'une rupture de porte-moyeu va provoquer la sortie de route et l'abandon d'Attwood, qui occupait la septième place dans le sillage de McLaren. Au stand Ferrari, on surveille avec inquiétude la remontée de la BRM et ordre est donné aux pilotes de cesser leur duel fratricide et de s'allier pour tenter de reprendre de l'avance. Hill reste cependant le plus rapide, se rapprochant à la mi-course à moins d'une seconde du champion du monde, après un nouveau record à plus de 121 km/h de moyenne. Stewart, qui n'a pu soutenir la cadence de son coéquipier, est relégué à une quinzaine de secondes tandis que McLaren, isolé en cinquième position, compte près d'une minute et demie de retard. Auteur d'une prestation régulière pour sa première apparition en championnat du monde, au volant de la deuxième Brabham d'usine, Denny Hulme s'est hissé à la sixième place. Il a cependant déjà été doublé une fois par les trois hommes de tête.
Graham Hill fond rapidement sur Surtees, qu'il finit par dépasser dans la petite ligne droite après le Casino, au cours du cinquante-troisième tour. Il est alors une seconde derrière Bandini, qu'il va harceler durant une douzaine de tours avant de surprendre le pilote italien au même endroit que son coéquipier, le «piquant» à la corde dans la descente entre le Casino et Mirabeau. Bandini n'abandonne pas la lutte et parvient à rester quelque temps dans le sillage de la BRM mais Hill est le plus fort et, améliorant à plusieurs reprises le record du tour, va parvenir à se construire une marge de deux secondes sur la première Ferrari. L'écurie italienne demande alors à Surtees, blotti dans le sillage de son coéquipier de passer à l'attaque. Le champion du monde s'exécute et, peu après avoir établi un nouveau record à 123 km/h de moyenne (à égalité avec Hill), s'empare bientôt de la deuxième place. Il poursuit son effort et revient à une seconde et demie de son compatriote qui réagit aussitôt et lui reprend d'emblée une seconde supplémentaire en accomplissant une performance époustouflante, à 123,5 km/h de moyenne, améliorant de huit dixièmes son meilleur temps des essais ! Malgré tous ses efforts, Surtees va dès lors perdre dixième après dixième. Plus rien n'arrêtera la marche triomphale de Hill qui en quelques boucles va porter son avance à quatre secondes, alors qu'un spectaculaire accident se produit à la chicane du port : Paul Hawkins, qui comptait six tours de retard, perd le contrôle de sa Lotus après avoir heurté les barrières de bois ; sa monoplace escalade la bordure du quai et plonge dans le port, tout comme la Lancia d'Alberto Ascari dix ans plus tôt. Le pilote australien sera repêché indemne, seulement légèrement choqué. Cet incident n'a en rien entravé la progression de Hill, qui ne relâchera son effort qu'à quelques tours du but, après avoir relégué Surtees à plus de six secondes. Le pilote BRM remporte brillamment sa troisième victoire consécutive en principauté, sous les applaudissements de la foule qui a vécu une course haletante. Surtees, qui s'apprêtait à prendre une deuxième place bien méritée, va malheureusement perdre le bénéfice de sa vaillante prestation, sa Ferrari tombant en panne d'essence dans l'avant-dernier tour, qu'il termine en roue libre. Il sera finalement classé quatrième derrière Bandini et Stewart, ce dernier ayant sensiblement baissé l'allure en fin de course, aux prises avec une tenue de route dégradée après son escapade hors piste. Cinquième, McLaren termine avec deux tours de retard, précédant de neuf secondes Joseph Siffert, sur la Brabham de Rob Walker, première des écuries privées.

### Classements intermédiaires
Classements intermédiaires des monoplaces aux premier, cinquième, dixième, vingtième, vingt-cinquième, trentième, quarantième, cinquantième, soixantième, soixante-dixième, quatre-vingtième et quatre-vingt-dixième tours,.

### Classement de la course

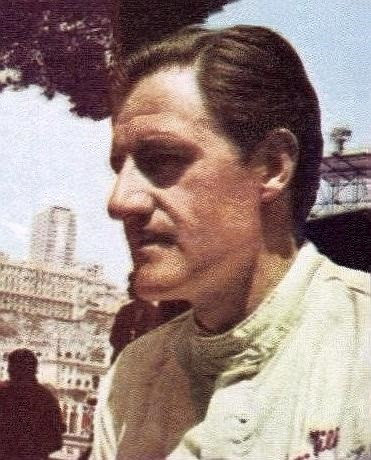
Troisième victoire consécutive à Monaco pour Graham Hill.

| Pos  | N° | Pilote          | Écurie         | Tours | Temps/Abandon                      | Grille | Points |
| ---- | -- | --------------- | -------------- | ----- | ---------------------------------- | ------ | ------ |
| 1    | 3  | Graham Hill     | BRM            | 100   | 2 h 37 min 39 s 6                  | 1      | 9      |
| 2    | 17 | Lorenzo Bandini | Ferrari        | 100   | 2 h 38 min 43 s 6 (+ 1 min 04 s 0) | 4      | 6      |
| 3    | 4  | Jackie Stewart  | BRM            | 100   | 2 h 39 min 21 s 5 (+ 1 min 41 s 9) | 3      | 4      |
| 4    | 18 | John Surtees    | Ferrari        | 99    | Panne d'essence                    | 5      | 3      |
| 5    | 7  | Bruce McLaren   | Cooper-Climax  | 98    | 2 h 38 min 59 s 5 (+ 2 tours)      | 7      | 2      |
| 6    | 14 | Jo Siffert      | Brabham-BRM    | 98    | 2 h 39 min 08 s 5 (+ 2 tours)      | 10     | 1      |
| 7    | 12 | Joakim Bonnier  | Brabham-Climax | 97    | 2 h 38 min 40 s 2 (+ 3 tours)      | 13     |        |
| 8    | 2  | Denny Hulme     | Brabham-Climax | 92    | 2 h 29 min 53 s 1 (+ 8 tours)      | 8      |        |
| 9    | 9  | Bob Anderson    | Brabham-Climax | 85    | 2 h 37 min 58 s 6 (+ 15 tours)     | 9      |        |
| 10   | 10 | Paul Hawkins    | Lotus-Climax   | 79    | Accident                           | 14     |        |
| Abd. | 1  | Jack Brabham    | Brabham-Climax | 43    | Moteur                             | 2      |        |
| Abd. | 15 | Richard Attwood | Lotus-BRM      | 43    | Perte d'une roue                   | 6      |        |
| Abd. | 19 | Ronnie Bucknum  | Honda          | 33    | Boîte de vitesses                  | 15     |        |
| Abd. | 11 | Frank Gardner   | Brabham-BRM    | 29    | Moteur                             | 11     |        |
| Abd. | 16 | Mike Hailwood   | Lotus-BRM      | 12    | Boîte de vitesses                  | 12     |        |
| Abd. | 20 | Richie Ginther  | Honda          | 0     | Demi-arbre de roue                 | 17     |        |
| Nq.  | 8  | Jochen Rindt    | Cooper-Climax  |       | Non qualifié                       |        |        |

Légende :
- Abd.=Abandon

### Pole position et record du tour
- Pole position :  Graham Hill (BRM) en 1 min 32 s 5 (vitesse moyenne : 122,400 km/h). Temps réalisé lors de la séance d'essais du samedi 29 mai[1].
- Meilleur tour en course :  Graham Hill (BRM) en 1 min 31 s 7 (vitesse moyenne : 123,468 km/h) au quatre-vingt-deuxième tour.

#### Évolution du record du tour en course
Le meilleur tour fut amélioré treize fois au cours de l'épreuve.

### Tours en tête
- Graham Hill : 60 tours (1-24 / 65-100)
- Jackie Stewart : 5 tours (25-29)
- Lorenzo Bandini : 26 tours (30-33 / 43-64)
- Jack Brabham : 9 tours (34-42)

## Classement général à l'issue de la course
- Attribution des points : 9, 6, 4, 3, 2, 1 respectivement aux six premiers de chaque épreuve.
- Pour la coupe des constructeurs, même barème et seule la voiture la mieux classée de chaque équipe inscrit des points.
- Seuls les six meilleurs résultats sont comptabilisés.
- Le règlement permet aux pilotes de se relayer sur une même voiture, les points éventuellement acquis étant alors perdus pour pilotes et constructeur
- Sur onze manches qualificatives prévues pour le championnat du monde 1965, dix ont été maintenues au calendrier, les organisateurs du Grand Prix d'Autriche (programmé le 22 août) ayant pris en février la décision d'annuler l'épreuve[20].

| Pos. | Pilote          | Écurie  | Points | AFS | MON | BEL | FRA | GBR | NL | ALL | ITA | USA | MEX |
| ---- | --------------- | ------- | ------ | --- | --- | --- | --- | --- | -- | --- | --- | --- | --- |
| 1    | Graham Hill     | BRM     | 13     | 4   | 9   |     |     |     |    |     |     |     |     |
| 2    | Jim Clark       | Lotus   | 9      | 9   | -   |     |     |     |    |     |     |     |     |
|      | John Surtees    | Ferrari | 9      | 6   | 3   |     |     |     |    |     |     |     |     |
| 4    | Lorenzo Bandini | Ferrari | 6      | -   | 6   |     |     |     |    |     |     |     |     |
| 5    | Jackie Stewart  | BRM     | 5      | 1   | 4   |     |     |     |    |     |     |     |     |
| 6    | Bruce McLaren   | Cooper  | 4      | 2   | 2   |     |     |     |    |     |     |     |     |
| 7    | Mike Spence     | Lotus   | 3      | 3   | -   |     |     |     |    |     |     |     |     |
| 8    | Joseph Siffert  | Brabham | 1      | -   | 1   |     |     |     |    |     |     |     |     |

| Pos. | Écurie        | Points | AFS | MON | BEL | FRA | GBR | NL | ALL | ITA | USA | MEX |
| ---- | ------------- | ------ | --- | --- | --- | --- | --- | -- | --- | --- | --- | --- |
| 1    | BRM           | 13     | 4   | 9   |     |     |     |    |     |     |     |     |
| 2    | Ferrari       | 12     | 6   | 6   |     |     |     |    |     |     |     |     |
| 3    | Lotus-Climax  | 9      | 9   | -   |     |     |     |    |     |     |     |     |
| 4    | Cooper-Climax | 4      | 2   | 2   |     |     |     |    |     |     |     |     |
| 5    | Brabham-BRM   | 1      | -   | 1   |     |     |     |    |     |     |     |     |

## À noter

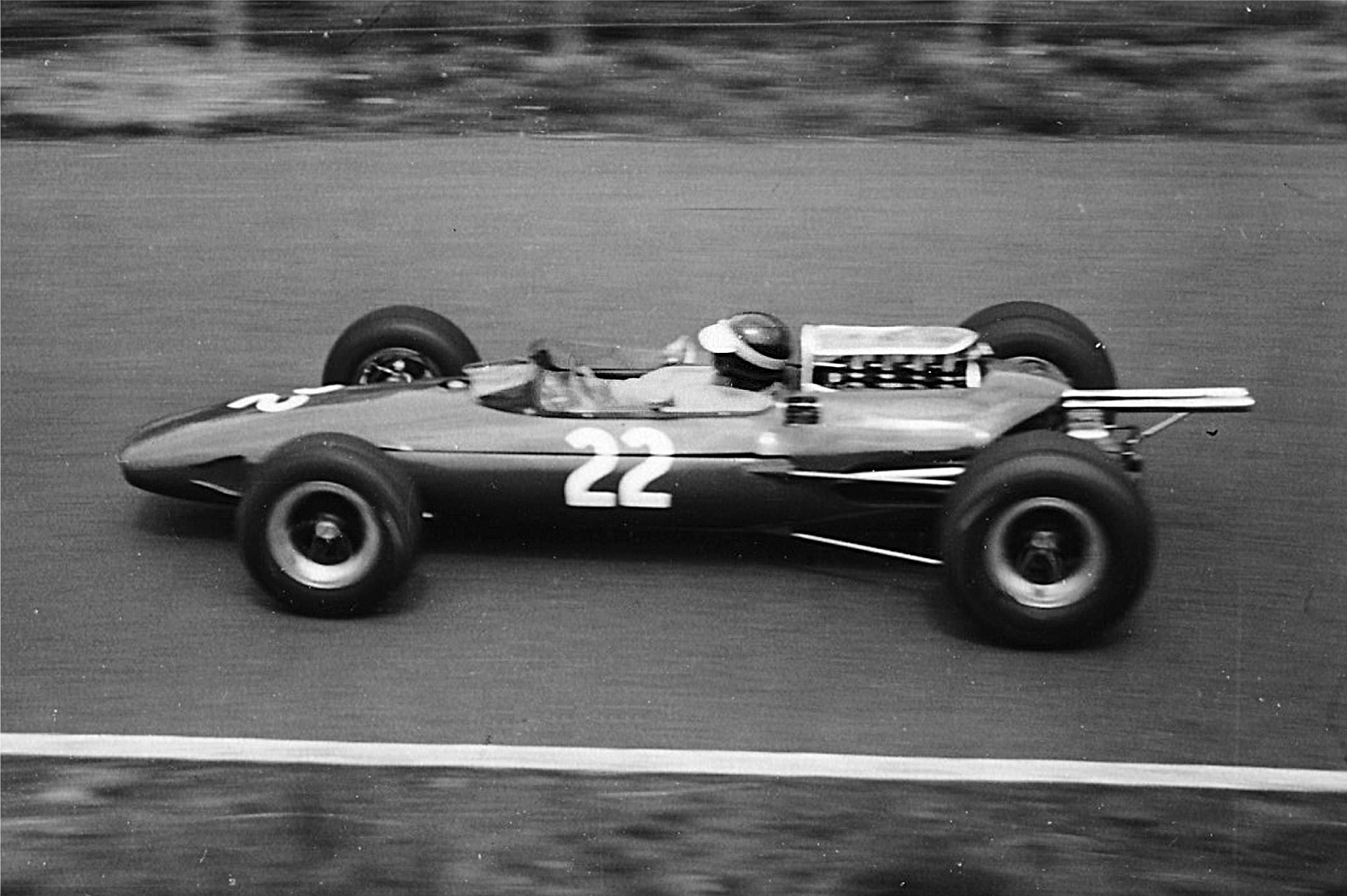
Paul Hawkins, vu ici sur sa Lotus, a terminé sa course dans les eaux du port, sans dommage pour lui.

- 9e victoire en championnat du monde pour Graham Hill.
- 10e victoire en championnat du monde pour BRM en tant que constructeur.
- 10e victoire en championnat du monde pour BRM en tant que motoriste.
- 1er Grand Prix de championnat du monde pour Denny Hulme.
- Au quart de la course, Graham Hill prend l'échappatoire pour éviter la Brabham de Bob Anderson, au ralenti. Il doit descendre de sa voiture et la pousser pour la remettre dans le sens de la marche.
- Paul Hawkins finit sa course dans les eaux du port comme l'Italien Alberto Ascari dix ans plus tôt.
- Jim Clark ne participe pas au Grand Prix de Monaco car il s'est engagé aux 500 miles d'Indianapolis (courus le lendemain), qu'il remportera.